# Alfa-enolaza
Enolaza 1 (ENO1), poznatija kao alfa-enolaza, je glikolitički enzim izražen u većini tkiva, jedan od izoenzima enolaze. Svaki izoenzim je homodimer sastavljen od 2 alfa, 2 gama ili 2 beta podjedinice i funkcioniše kao glikolitički enzim. Alfa-enolaza, pored toga, funkcioniše kao strukturni protein sočiva (tau-kristalin) u monomernom obliku. Alternativno spajanje ovog gena rezultira kraćom izoformom za koju se pokazalo da se vezuje za c-myc promotor i funkcioniše kao supresor tumora. Identifikovano je nekoliko pseudogena, uključujući jedan na dugom kraku hromozoma 1. Alfa-enolaza je takođe identifikovana kao autoantigen kod Hašimotove encefalopatije.